# Politika dobrého sousedství
Politika dobrého sousedství (anglicky: Good Neighbor policy) označuje pojem užívaný pro politiku vlády amerického prezidenta Franklina D. Roosevelta ve vztahu k zemím Latinské Ameriky v průběhu 30. a 40. let 20. století.

## Inaugurační projev
V posledním inauguračním projevu amerického prezidenta, který se konal dne 4. března roku 1933 (příště již to bylo 20. ledna) nastupující prezident Roosevelt řekl:
Na poli světové politiky bych byl šťasten, aby tento národ utvářel politiku dobrého sousedství, takového sousedství, které bude jednoznačně garantovat svůj smysl, a v tomto duchu respektovat i práva druhých.
 Franklin D. Roosevelt, 4. březen 1933.

## Obsah politiky
Termín odráží touhu Spojených států amerických utvářet a udržovat dobré, přátelské vztahy se zeměmi západní polokoule na bázi společně sdílených zájmů. Součástí této politiky se časem stala i zásada, že se USA nebudou vměšovat do vnitřních záležitostí latinskoamerických zemí. Nejdříve byl její smysl Američany chápán jen ve vojenské oblasti. Touto razantní změnou zahraniční politiky došlo k ukončení tzv. banánových válek (respektive amerických okupací).
Reálným důsledkem tohoto pojetí byl například rok 1934, kdy se na Kubě dostala k moci vláda, která byla považována americkou diplomacií za příliš radikální. Avšak prezident Roosevelt v duchu této zásady, nevyhověl žádostem o vyslání námořní pěchoty na Kubu. Souhlasil ovšem s "měkkou" přátelskou intervencí amerických diplomatů na ostrově, za jejichž podpory se v Havaně podařilo prosadit za faktického vládce ostrova generála Fulgencia Batistu, který sám usedl do křesla prezidenta v roce 1940.
Politika skutečné, tedy absolutní neintervence ze strany Spojených států se uskutečnila v roce 1938. V Mexiku tehdy propukla krize způsobená znárodněním majetku amerických naftových společností. Roosevelt odmítl nátlak svého ministerstva zahraničí, jehož diplomaté žádali o svolení intervenovat v Mexiku ve prospěch amerických zájmů. Prezident přistoupil na bilaterální americko-mexická jednání, která vyústila v roce 1941 v dohodu o finanční kompenzaci americkým společnostem. To se také pozitivně odrazilo ve zlepšení obrazu Spojených států ze strany zemí Latinské Ameriky.

## Shrnutí
Spojené státy americké se vzdaly práva na intervenci v latinskoamerických zemích a potvrdily tak možnost jejich svébytného vývoje. Nebyla však porušena Monroeova doktrína, tedy možnost případné americké ochrany západní polokoule před cizími narušiteli.